# Cadeate
Cadeate es una comuna costera que está situada en el kilómetro 56 de la Ruta del Spondylus, pertenece a la Parroquia Rural de Manglaralto y está al noreste de la provincia de Santa Elena, Ecuador. Actualmente existen más de 450 viviendas con un estimado de 2000 habitantes. Cerca del 50% de estas familias se dedican a la elaboración de pan, el cual es la mayor fuente de ingresos económicos de la comuna, además, la población a conservado la tradición de la panadería e incluso algunos siguen utilizando hornos de leña. En Cadeate no solo elaboran pan, sino, tortas, pasteles, galletas y dulces; todos estos productos son vendidos a comunidades cercanas como Manglaralto, Montañita, Río Chico, San Antonio y Libertador Simón Bolívar a toda la Península de Santa Elena, e incluso llega a algunas comunidades costeras de Manabí.
La población de Cadeate también se la conoce en la Península como la Capital del Pan. Esta localidad le debe su nombre a que en la antigüedad existían muchos árboles de Cade, un árbol de muchos beneficios, entre ellos, una madera muy dura y frutos muy apetecibles, también para recubrir los techos de las viviendas. En cuanto a la dirigencia de la comuna, existe un comité el cual es liderado por el presidente de la comuna, tradición que se lleva desde la creación del comité fundado el 7 de enero de 1938, reactivado luego, en agosto de 1995.

## Actividad Económica y Cultural
Hasta finales del siglo XIX la principal actividad era el cultivo de paja toquilla y tagua que los campesinos llevaban a caballo hacia el puerto de Manglaralto para ser trasladadas a otros destinos.
Desde principios del siglo XX hasta la actualidad, el 70% de su población se dedica a la elaboración del famoso Pan de Cadeate y se identifican por ser elaborados en horno de leña.